# Potwin (Kansas)
Potwin – miasto położone w hrabstwie Butler.